# Ed Bailey

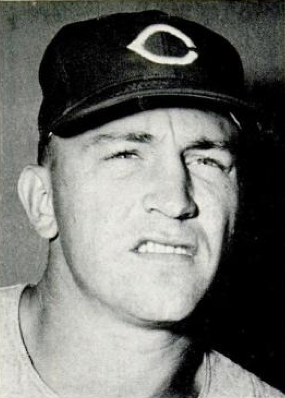
Ed Bailey (1956)

Lonas Edgar Bailey, Jr. (Strawberry Plains, 15 april 1931 – Knoxville, 23 maart 2007) was een Amerikaans honkbalspeler die van 1952 - 1966 in de Major League Baseball speelde. Bailey sloeg linkshandig en wierp rechtshandig. Zijn jongere broer Jim Bailey speelde ook in de Major League. 
Zijn beste seizoen was dat van 1956 bij Cincinnati toen hij een battinggemiddelde  haalde van (.300), 28 homeruns liep en 75 runs in 118 wedstrijden. Als five-time All-Star speelde hij in 1965 ook in de World Series met de Giants. 
In zijn gehele carrière was hij een .256 slagman (915-for-3581) met 155 homeruns en 540 RBI in 1212 wedstrijden, inclusief 423 runs en een .355 on base percentage. 
Bailey nam van 1983-1995 zitting in het gemeentebestuur van Knoxville. Hij stierf in Knoxville op de leeftijd van 75 jaar na een gevecht tegen keelkanker.

## Clubs
- Cincinnati Redlegs (1953-61)
- San Francisco Giants (1961-63)
- Milwaukee Braves (1963-65)
- San Francisco Giants (1965)
- Chicago Cubs (1965-66)
- California Angels (1966)